# المفتش حمادي
المفتش حمادي هو مسلسل مغربي من إخراج داوود اولاد السيد سنة 2020، ومن بطولة كل من عبد الله ديدان، ربيع القاطي، محمد عاطر، مليكة العماري، نجاة الخطيب، وآخرون.

## قصة المسلسل
في عالم من الجريمة والغموض، يحاول المفتش حمادي فك الألغاز من حوله، خلال مجموعة من جرائم القتل التي يحاول حلها والبحث عن مرتكبيها.